# Майка (Омская область)
Майка — деревня в Называевском районе Омской области России. Входит в состав Искровского сельского поселения. Население 20 чел. (2010) .

## История
В соответствии с Законом Омской области от 30 июля 2004 года № 548-ОЗ «О границах и статусе муниципальных образований Омской области» деревня вошла в состав образованного Искровского сельского поселения.

## География
Расположен на западе региона.
Уличная сеть состоит из двух географических объектов: Майская и Центральная улицы.
Абсолютная высота — 125 м над уровнем моря.

## Население
| 2002 | 2010 |
| ---- | ---- |
| 62   | ↘20  |

Гендерный состав
По данным Всероссийской переписи населения 2010 года в гендерной структуре населения из 20 человек мужчин — 11, женщин — 9 (55,0	и 45,0 % соответственно).
Национальный состав
Согласно результатам переписи 2002 года, в национальной структуре населения русские составляли 71 % из общей численности населения в 62 чел.

## Инфраструктура
Личное подсобное хозяйство.

## Транспорт
Автодорога «Искра — Майка» (идентификационный номер 52 ОП МЗ Н-238) длиной 20,00 км..